# Svetozar Šapurić
Svetozar Šapurić (in serbo Светозар Шапурић?; Titov Vrbas, 28 agosto 1960 – 27 dicembre 2024) è stato un allenatore di calcio, dirigente sportivo e calciatore serbo con cittadinanza cipriota, fino al 2003 jugoslavo e al 2006 serbo-montenegrino, di ruolo centrocampista.

## Palmarès

### Giocatore

#### Competizioni nazionali
- Campionato jugoslavo: 1

Vojvodina: 1988-1989
- Campionato cipriota: 4

APOEL: 1989-1990, 1991-1992, 1995-1996
Anorthōsis: 1994-1995
- 2. Savezna liga: 1

Vojvodina: 1986-1987 (girone ovest)
- Coppa di Cipro: 2

APOEL: 1992-1993, 1995-1996
- Supercoppa di Cipro: 1

APOEL: 1992